# Лада Лузина
Владисла́ва Никола́евна Ку́черова (род. 21 октября 1972, Киев, Украинская ССР), известная под творческим псевдонимом Ла́да Лу́зина (укр. Ла́да Лу́зіна) — украинская русскоязычная писательница. В 2011 году возглавила список самых успешных писателей Украины. Ранее — скандальная журналистка.

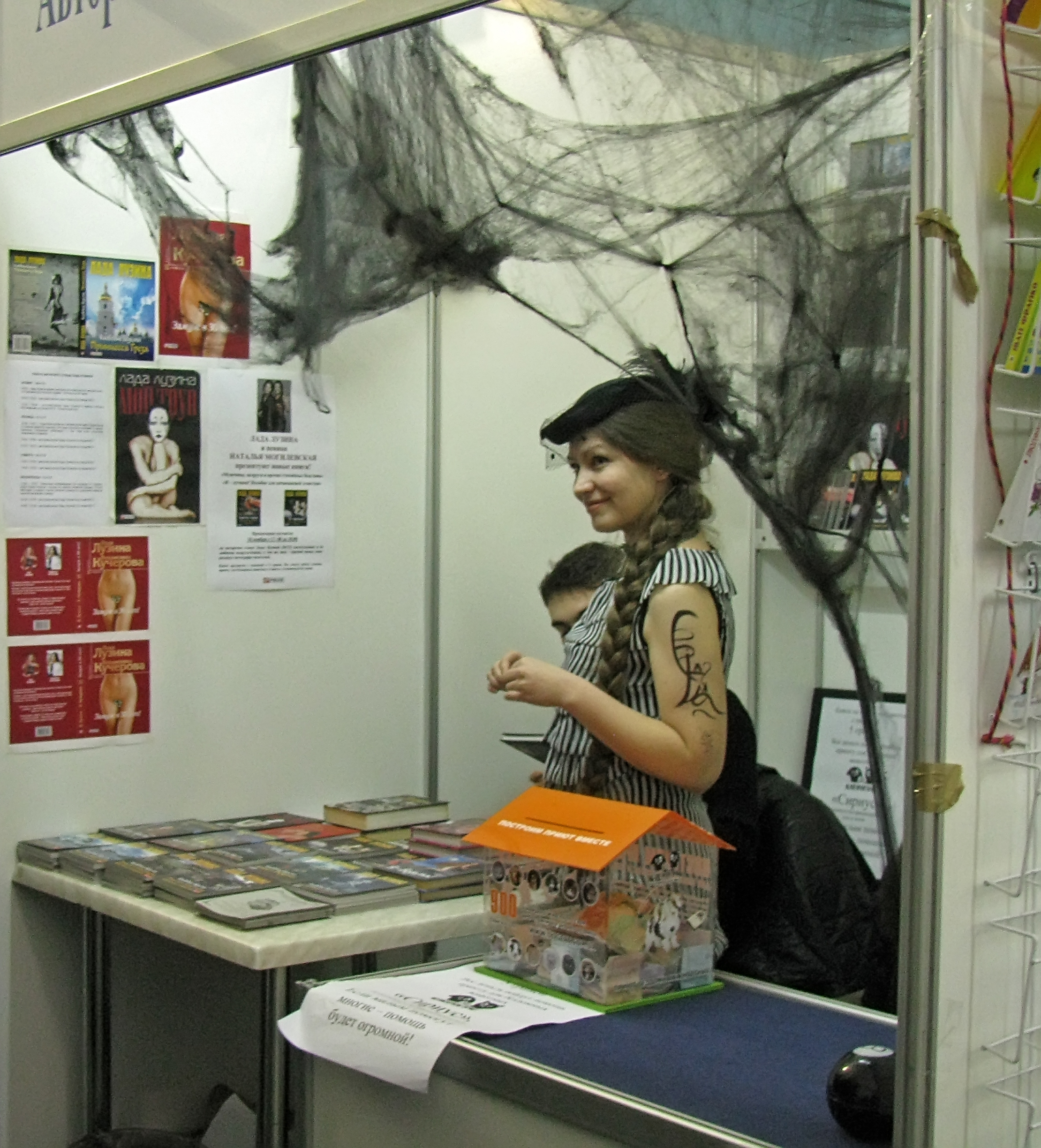

## Биография
Согласно собственным словам, по отцу - коренная киевлянка в пятом поколении. Родители развелись. Мать многое позволяла Влалиславе. Сперва она закончила строительное ПТУ и год работала по специальности. Затем окончила Киевский театральный институт. Работая в газете «Бульвар» (позже «Бульвар Гордона»), стала известна как самая скандальная журналистка Украины. Более десяти лет вела колонку в «Женском журнале».
В 2002 году выпустила свою первую книгу «Моя Лолита». Свои книги иллюстрировала собственными графическими рисунками.
Для серии книг «Киевские ведьмы» снялась обнаженной в рамках фото-проекта Игоря Гайдая «Саман».
В 2005 году украинский филиал журнала о знаменитостях «Viva!» поместил Ладу Лузину в список самых красивых людей Украины.
В 2011 году Лада Лузина снялась в клипе на одноимённую песню «Лада, не грусти не надо!» группы INDI, в основу сценария которого лёг отрывок из готовящейся к выходу книги писательницы о группе и её продюсере Руслане Квинте.
Соавтор С. Жадана.
Замужем. Супруг Игорь, бизнесмен.

#### Цикл «Киевские ведьмы»
- Лада Лузина. Киевские ведьмы. Меч и Крест. — Харьков: Фолио, 2005. — 432 с. — ISBN 966-03-2848-6.
- Лада Лузина. Киевские ведьмы. Выстрел в Опере. — Харьков: Фолио, 2007. — 480 с. — ISBN 978-966-03-3946-0, ISBN 978-966-03-4321-4.
- Лада Лузина. Киевские ведьмы. Рецепт Мастера. Спасти Императора! В 2 книгах. Книга 1. — Харьков: Фолио, 2011. — 128 с. — ISBN 978-966-03-5720-4.
- Лада Лузина. Киевские ведьмы. Рецепт Мастера. Спасти Императора! В 2 книгах. Книга 2. — Харьков: Фолио, 2011. — 144 с. — ISBN 978-966-03-5721-1.
- Лада Лузина. Киевские ведьмы. Рецепт Мастера. Революция амазонок. В 2 книгах. Книга 1. — Харьков: Фолио, 2011. — 136 с. — ISBN 978-966-03-5778-5.
- Лада Лузина. Киевские ведьмы. Рецепт Мастера. Революция амазонок. В 2 книгах. Книга 2. — Харьков: Фолио, 2011. — 128 с. — ISBN 978-966-03-5779-2.
- Лада Лузина. Киевские ведьмы. Принцесса Греза. — Харьков: Фолио, 2011. — 128 с. — ISBN 978-966-03-5506-4.
- Лада Лузина. Киевские ведьмы. Никола Мокрый. — Харьков: Фолио, 2011. — 128 с. — ISBN 978-966-03-5534-7.
- Лада Лузина. Киевские ведьмы. Ангел Бездны. — Харьков: Фолио, 2011. — 128 с. — ISBN 978-966-03-5666-5.
- Лада Лузина. Киевские ведьмы. Каменная гостья. — Харьков: Фолио, 2011. — 128 с. — ISBN 978-966-03-5669-6.
- Лада Лузина. Киевские ведьмы. Ледяная царевна. — Харьков: Фолио, 2015. — 216 с. — ISBN 978-966-03-7079-1.
- Лада Лузина. Киевские ведьмы. Тень Демона. — Харьков: Фолио, 2015. — 384 с. — ISBN 978-966-03-7393-8.
- Лада Лузина. Киевские ведьмы. Джек-потрошитель с Крещатика (сборник «Ангел Бездны», «Тень Демона», «Пятый Провал»). — Харьков: Фолио, 2018. — 699 с. — ISBN 978-966-03-8375-3.
- Лада Лузина. Киевские ведьмы. Бесы с Владимирской горки. — Харьков: Фолио, 2020. — 256 с. — ISBN 978-966-03-9077-5.

#### Книги о Киеве
- Лада Лузина. Киев волшебный. — Харьков: Фолио, 2016. — 64 с. — ISBN 978-966-03-7659-5.
- Лада Лузина. Легенды Киева. — Харьков: Фолио, 2016. — 64 с. — ISBN 978-966-03-7657-1.
- Лада Лузина. Чудеса Киева. — Харьков: Фолио, 2016. — 64 с. — ISBN 978-966-03-7658-8.
- Лада Лузина. Невероятный Киев Лады Лузиной. — Киев: Скай Хорс, 2018. — 304 с. — ISBN 978-966-2536-35-5.

#### Книги по истории Украины
- Лада Лузина. Волшебные традиции украинок. — Харьков: Фолио, 2018. — 64 с. — ISBN 978-966-03-8052-3.
- Лада Лузина. Украинская ведьма. Кто она?. — Киев: Скай Хорс, 2022. — 336 с. — ISBN 978-966-2536-85-0.

#### Книги для детей
- Лада Лузина. Добрые сказки о ёлочных игрушках. — Харьков: Фолио, 2012. — 36 с. — ISBN 978-966-03-6159-1.
- Лада Лузина. Сказка о лампочке. — Харьков: Фолио, 2013. — 10 с. — ISBN 978-966-03-6250-5.
- Лада Лузина. Сказка о новогодней ёлке. — Харьков: Фолио, 2013. — 10 с. — ISBN 978-966-03-6251-2.

#### Сборники
- Лада Лузина. Как я была скандальной журналисткой. — Харьков: Фолио, 2004. — 431 с. — ISBN 966-03-2615-7.
- Лада Лузина. Звезды эстрады и кино в зеркале скандальной журналистики («Как я была скандальной журналисткой»). — Харьков: Фолио, 2004. — 431 с. — ISBN 966-03-2644-0.
- Лада Лузина. Секс и город Киев. — Харьков: Фолио, 2004. — 318 с. — ISBN 966-03-2616-3.
- Лада Лузина. Замуж в 30 лет!. — Харьков: Фолио, 2008. — 312 с. — ISBN 978-966-03-4130-2.
- Лада Лузина. Я — лучшая! Пособие для начинающей эгоистки. — Харьков: Фолио, 2011. — 124 с. — ISBN 978-966-03-5797-6.
- Лада Лузина. Мужчины, подруги и прочие стихийные бедствия. — Харьков: Фолио, 2011. — 128 с. — ISBN 978-966-03-5796-9.
- Лада Лузина. Хочу замуж, или Я не брошу курить ради тебя!. — Харьков: Фолио, 2012. — 128 с. — ISBN 978-966-03-5901-7.
- Лада Лузина. Лада, не грусти, не надо! Пособие для начинающей эгоистки — 2. — Харьков: Фолио, 2012. — 128 с. — ISBN 978-966-03-6277-2.
- Лада Лузина. Замуж после 30. Твое счастье вперед!. — Харьков: Фолио, 2012. — 124 с. — ISBN 978-966-03-6067-9.
- Лада Лузина. 13 женских проблем и способов их решения. — Харьков: Фолио, 2012. — 124 с. — ISBN 978-966-03-5900-0.

### Переводы на украинский
Цикл «Киевские ведьмы»
- Лада Лузіна. Київські відьми. Меч і Хрест. Переклад з російської: Віктор Бойко. — Харків: Фоліо, 2012. — 431 с. — ISBN 978-966-03-6088-4.
- Лада Лузіна. Київські відьми. Постріл в Опері. Переклад з російської: Тетяна Безматьєва. — Харків: Фоліо, 2013. — 439 с. — ISBN 978-966-03-6638-1.
- Лада Лузіна. Київські відьми. Принцеса Мрія. Переклад з російської: Тетяна Девяткіна. — Харків: Фоліо, 2012. — 119 с. — ISBN 978-966-03-5908-6.
- Лада Лузіна. Київські відьми. Микола Мокрий. Переклад з російської: Яків Житін. — Харків: Фоліо, 2012. — 119 с. — ISBN 978-966-03-5914-7.

Книги о Киеве
- Лада Лузіна. Неймовірний Київ. Диявол на пенсії. Переклад з російської: Мар’яна Оверчук, Олена Коноз. — Харків: Фоліо, 2019. — 224 с. — ISBN 978-966-03-8731-7.

Книги по истории Украины
- Лада Лузіна. Чарівні традиції українок. Переклад з російської: Ірина Алексеєва. — Харків: Фоліо, 2018. — 64 с. — ISBN 978-966-03-8053-0.
- Лада Лузина. Українська відьма. Хто вона?. Переклад з російської: Інна Рєпіна. — Київ: Скай Хорс, 2022. — 336 с. — ISBN 978-966-2536.

### Переводы на английский
Книги по истории Украины
- Lada Luzina. Ukrainian women’s magic traditions. Translated: Ganna Krapivnyk. — Kharkiv: Folio, 2020. — 64 p. — ISBN 978-966-03-8957-1.

### Переводы на немецкий
Цикл «Киевские ведьмы»
- Lada Lusina. Die Hexen von Kiew. Übersetzer: Christine Blum. — München: dtv Verlagsgesellschaft, 2008. — 528 p. — ISBN 3423246693.

### Переводы на польский
Цикл «Киевские ведьмы»
- Łada Łuzina. Wiedźmy Kijowa: Miecz i krzyż. Tłumaczenie: Gabriela Sitkiewicz. — Kraków: Insignis Media, 2022. — 654 s. — ISBN 978-83-67323-18-5.
- Łada Łuzina. Wiedźmy Kijowa: Strzał w operze. Tłumaczenie: Zarawska Patrycja. — Kraków: Insignis Media, 2023. — 662 s. — ISBN 978-83-67710-18-3.

## Экранизация произведений
- В 2006 году по пьесе «Комплекс принца» был выпущен фильм «Мой принц» (Андрей Стрельцов — Дмитрий Харатьян, Алла — Алика Смехова).
- В 2007 году вышел фильм «Маша и Море» по одноимённой повести из книги «Я — ведьма!» (Маша — Ольга Красько, Саша — Максим Виторган).